# Atashgah de Tbilisi
Atashgah (en georgià: ათეშგა) és un edifici religiós de Tbilisi, al districte històric de la seva Ciutat Vella, al barri Kldisubani. Declarat pel Ministeri de Cultura i protecció de monuments de Geòrgia com a Monument Cultural destacat de Geòrgia l'any 2017, és considerat el més septentrional del món i l'únic temple d'adoradors del foc de Geòrgia.
El nom està format per la fusió de les paraules de la llengua persa Atesh kyade - 'Temple de foc'. Actualment, és difícil accedir a l'edifici perquè es van construir habitatges al voltant; l'accés s'ha de fer a través dels patis del veïnat.

## Història
Es creu que en aquest lloc, des de l'antiguitat, hi havia un temple d'adoradors del foc, probablement erigit durant els temps de la dominació persa, als segles V-VII. A la dècada de 1720 es va construir aquí una mesquita, que aviat, el 1735, després de l'expulsió dels turcs, va ser destruïda.
El 2007, l'Oficina del Patrimoni Cultural de Noruega va finançar els treballs de conservació de l'edifici i el va protegir amb un sostre de plàstic.

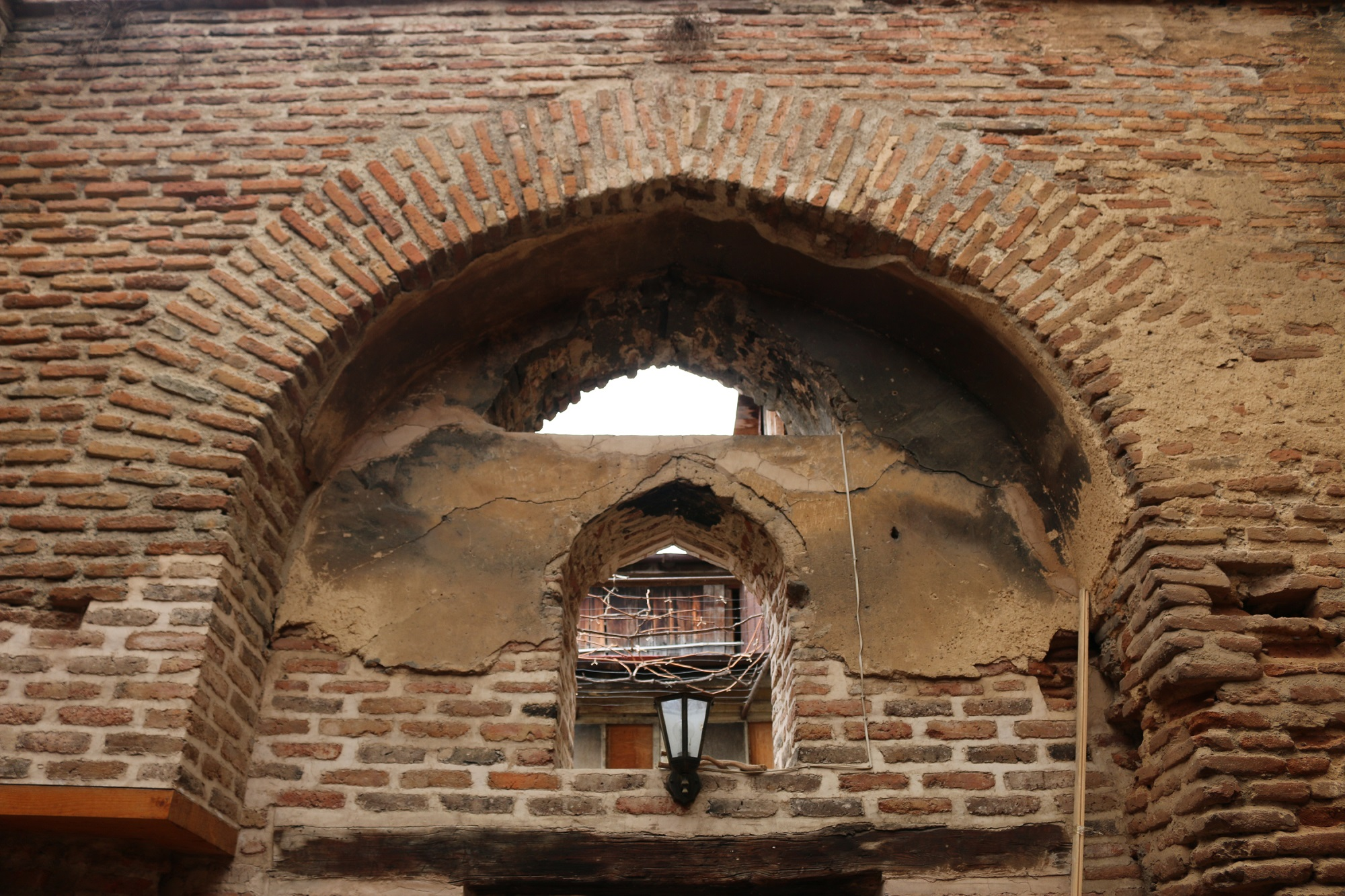
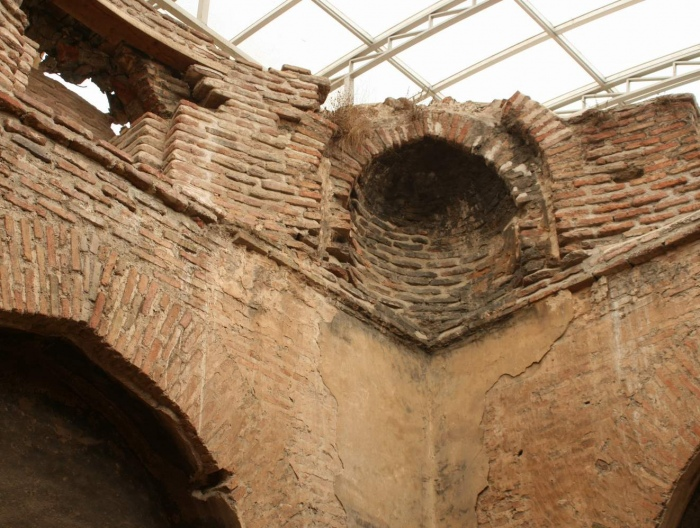
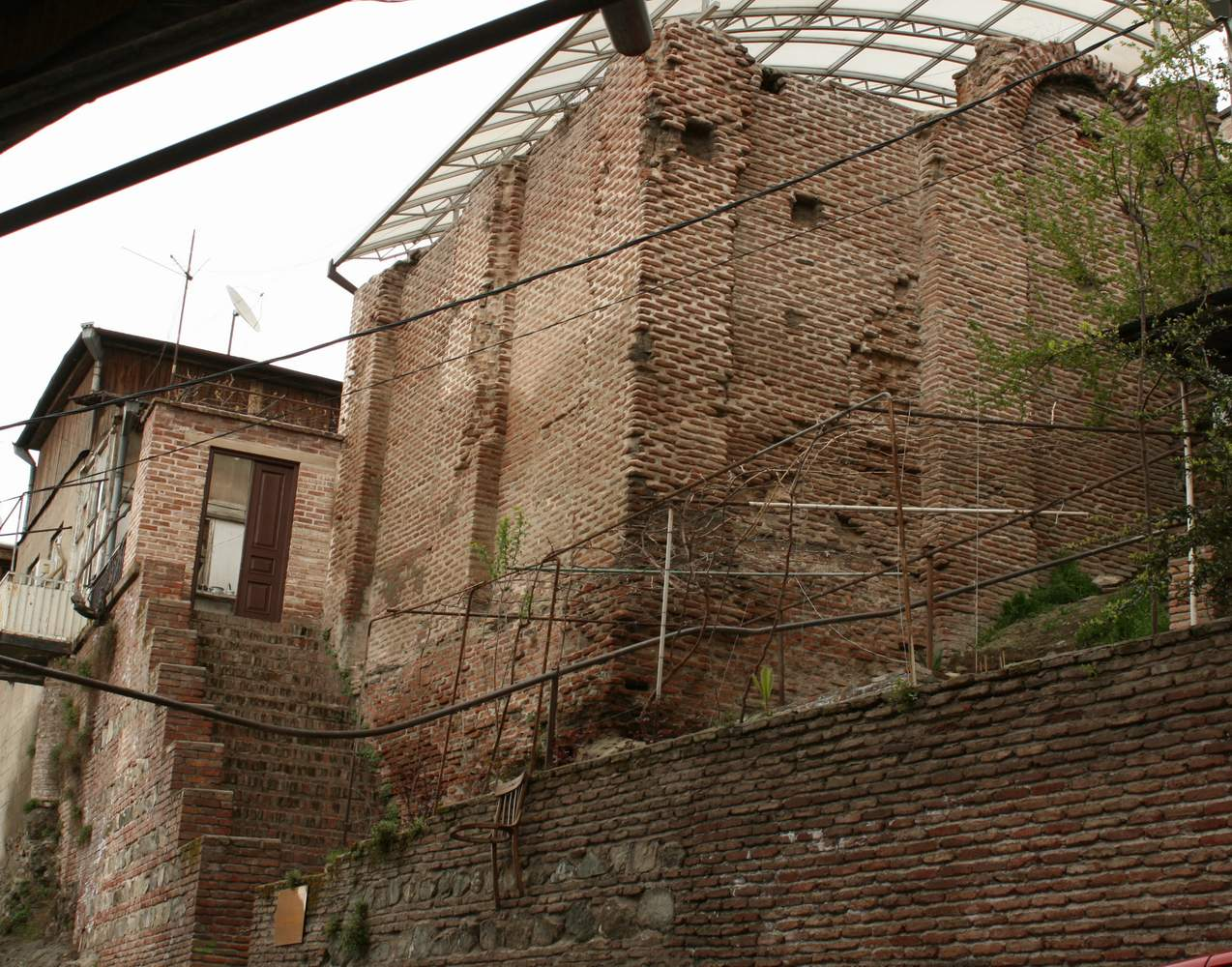